# Islikon
Islikon è una frazione del comune svizzero di Gachnang, nel Canton Turgovia (distretto di Frauenfeld).

## Storia

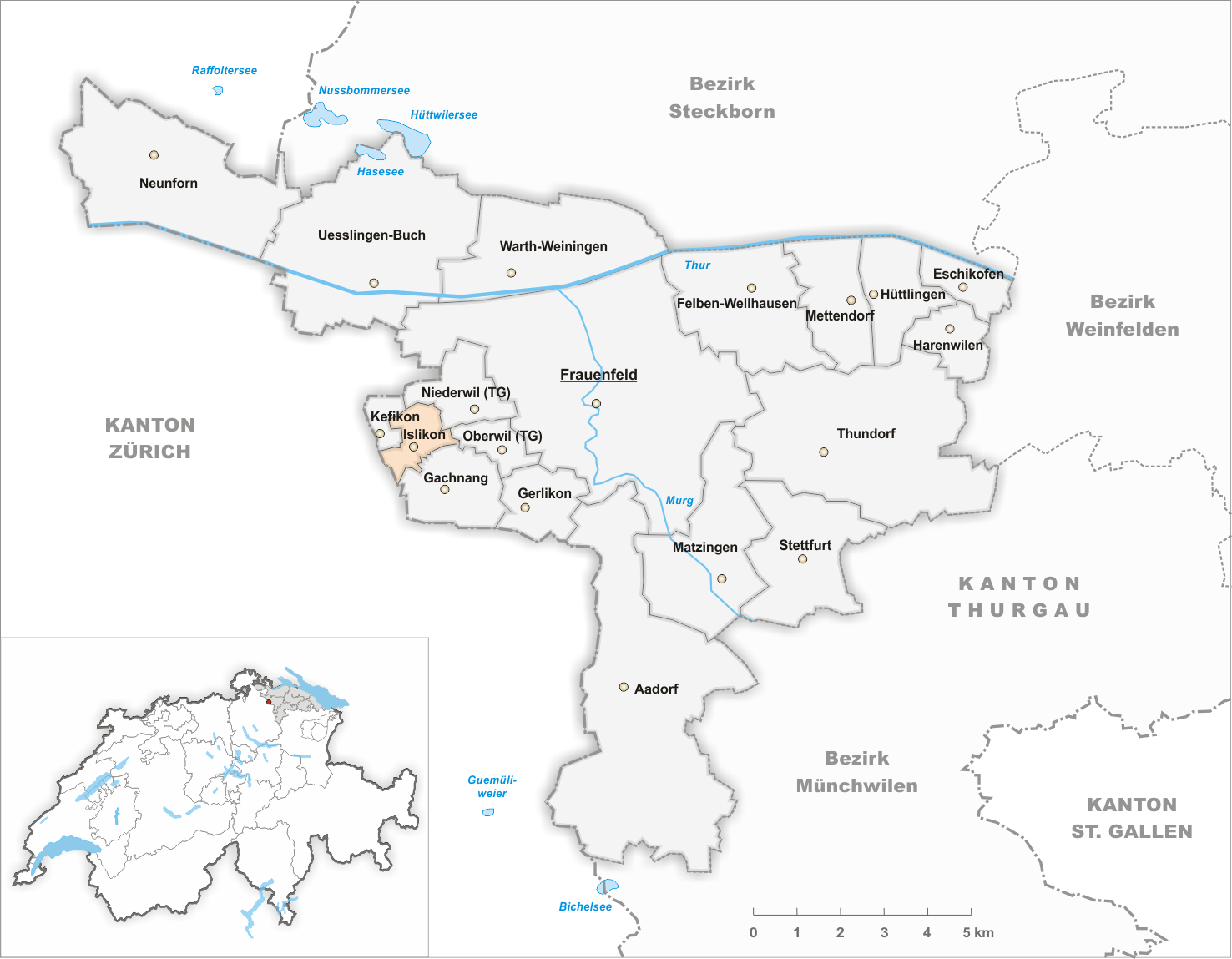
Il territorio del comune di Islikon prima degli accorpamenti comunali del 1998

Già comune autonomo (Ortsgemeinde), nel 1998 è stato accorpato al comune di Gachnang assieme agli altri comuni soppressi di Kefikon, Niederwil e Oberwil.

## Società

### Evoluzione demografica
L'evoluzione demografica è riportata nella seguente tabella:
Abitanti censiti

## Amministrazione
Ogni famiglia originaria del luogo fa parte del cosiddetto comune patriziale e ha la responsabilità della manutenzione di ogni bene ricadente all'interno dei confini della frazione.

## Infrastrutture e trasporti
Islikon è servito dall'omonima stazione sulla ferrovia Winterthur-Romanshorn.